# Tomás de Melo Breyner
Thomaz de Mello Breyner (Lisboa, 2 de setembro de 1866 – Lisboa, 24 de outubro de 1933) foi um nobre português.
Embora a República tivesse sido proclamada em Portugal em 1910, Tomás de Melo Breyner usava o título de 4.° Conde de Mafra. Seu irmão mais velho, Francisco, falecido em 1922, era o 3.° Conde de Mafra.

## Biografia
Filho mais novo de Francisco de Melo Breyner, o 2.° Conde de Mafra, e de sua esposa Emília Pecquet da Silva, Tomás nasceu naquele que veio a ser chamado de Palácio Vila Flor, junto ao Castelo de São Jorge, que servia então como quartel do batalhão do qual seu pai era comandante.
Estudou no Colégio Académico Lisbonense e, mais tarde, na Escola Politécnica de Lisboa. Estudou Medicina na Escola Médico-Cirúrgica de Lisboa, no Campo de Santana. Em 1893, após se especializar na França, Tomás concorreu a médico do Hospital de São José, mas acabou sendo nomeado médico da Real Câmara por D. Carlos I. Em função disso, ele acompanhou a Rainha D. Amélia em uma viagem a Paris, em 1894, e a Rainha D. Maria Pia à Itália, em 1901.
Em 1897, Tomás de Melo Breyner participou como secretário de José Tomás de Sousa Martins num congresso sobre peste bubónica em Veneza. Em 1903, representou Portugal no Congresso Internacional de Medicina em Madrid, e fez o mesmo no realizado em Paris, em 1905. No ano seguinte, o Congresso ocorreu em Lisboa, e Tomás serviu como secretário da comissão executiva.
Entre 1906 e 1907, Melo Breyner foi deputado.
Teve colaboração em publicações periódicas como a Acção realista (1924–1926) e o jornal humorístico O Thalassa (1913–1915). Também colaborou, com texto da sua autoria, na obra In memoriam: Júlio de Castilho, publicado em 1920. No dia 7 de janeiro de 1894, Tomás de Melo Breyner desposou Sofia de Carvalho Burnay, quarta filha de Henrique Burnay, 1.º conde de Burnay. Tiveram nove filhos e filhas.